# David Divad
David Divad (né le 8 mars 1973 à Pointe-à-Pitre) est un athlète français, spécialiste du 800 mètres.

## Biographie
Il remporte trois titres de champion de France du 800 m : deux en plein air en 1997 et 2000, et un en salle en 2000. Son record personnel établi en 1999 à Rehlingen, est de 1 min 45 s 94.

### Palmarès
- Championnats de France d'athlétisme :
  - vainqueur du 800 m en 1997 et 2000.
- Championnats de France d'athlétisme en salle :
  - vainqueur du 800 m en 2000

### Records
| Épreuve | Performance   | Lieu      | Date        |
| ------- | ------------- | --------- | ----------- |
| 800 m   | 1 min 45 s 94 | Rehlingen | 24 mai 1999 |